# Castelo de Tureholm
O Castelo de Tureholm é um castelo privado no Município de Trosa, na Suécia. O castelo foi construído no século XVIII e é um edifício classificado desde 1987.

## História

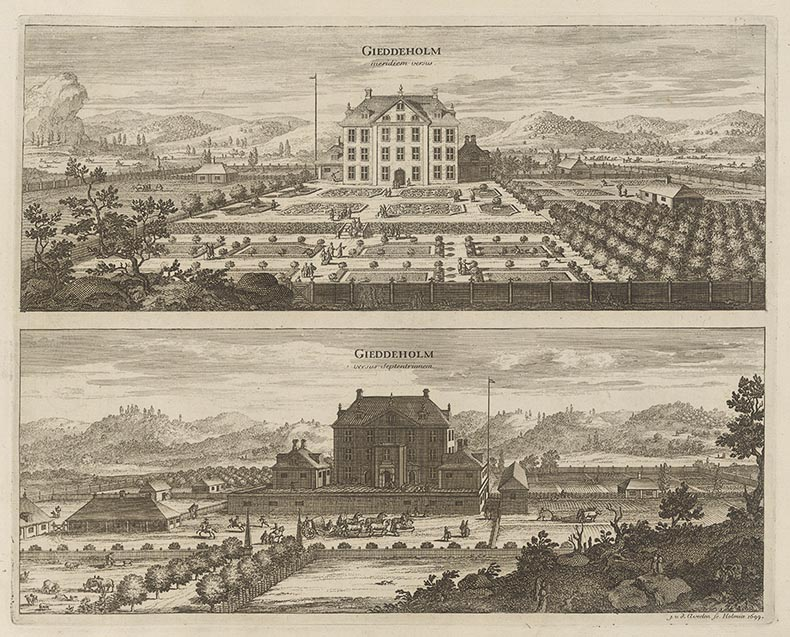
Ranhura de Tureholm de Gäddeholm

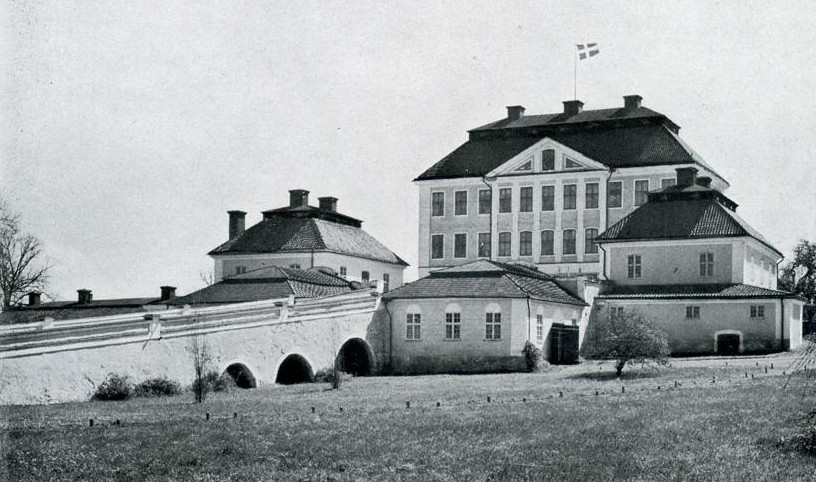
Tureholm na década de 1930

Tureholm está situado no local do castelo original, que pertenceu ao nobre Nils Gädda na década de 1300 e, por isso, recebeu o seu primeiro nome, Gäddeholm. Na década de 1640, foi construído um novo castelo por Erik Dahlberg, encomendado por Sten Nilsson Bielke. O castelo foi destruído pelo fogo durante os incêndios russos em 1719. Dez anos após os incêndios russos, Thure Gabriel Bielke retomou a construção do castelo e, desde então, é esse o seu estado atual. É também em sua honra que o castelo recebeu o nome de Tureholm.
Na Suecia Antiqua et Hodierna, pode ver-se o castelo destruído pelo fogo e concluir que o castelo que vemos hoje é bastante semelhante ao que era antes, mas sem um parque igualmente bem conservado.
O castelo foi contruído em circunstância do casamento entre a filha do neto de Svante Nilsson (Sture), Sigrid, e Thure Pedersson Bielke (1562), para servir a família Bielke, que o manteve até 1916. Desde 1935, o castelo é propriedade da família Bonde e é uma residência privada.

## Atualmente
Há uma grande biblioteca e um retrato de família no castelo. No entanto, uma grande coleção de armas do final do século XVI, juntamente com grande parte do mobiliário, foi vendida.
A Cozinha Chinesa no Castelo de Tureholm, é uma sala do século XVIII criada no estilo chinoiserie, refletindo o fascínio da Europa pela arte do Leste Asiático. Encomendada pelo Conde Thure Gabriel Bielke e pintada por Carl Fredrik Engelkrona entre 1744 e 1746, nunca foi usada para cozinhar. Em vez disso, exibia uma grande coleção de porcelana azul e branca. A sala apresenta motivos pintados de pagodes, pássaros exóticos e figuras chinesas, tudo emoldurado por paredes de mármore falso e um teto imponente. Embora a porcelana tenha desaparecido, o espaço ricamente decorado mantém-se um tributo poético ao gosto decorativo da época.

## Galeria

Interior
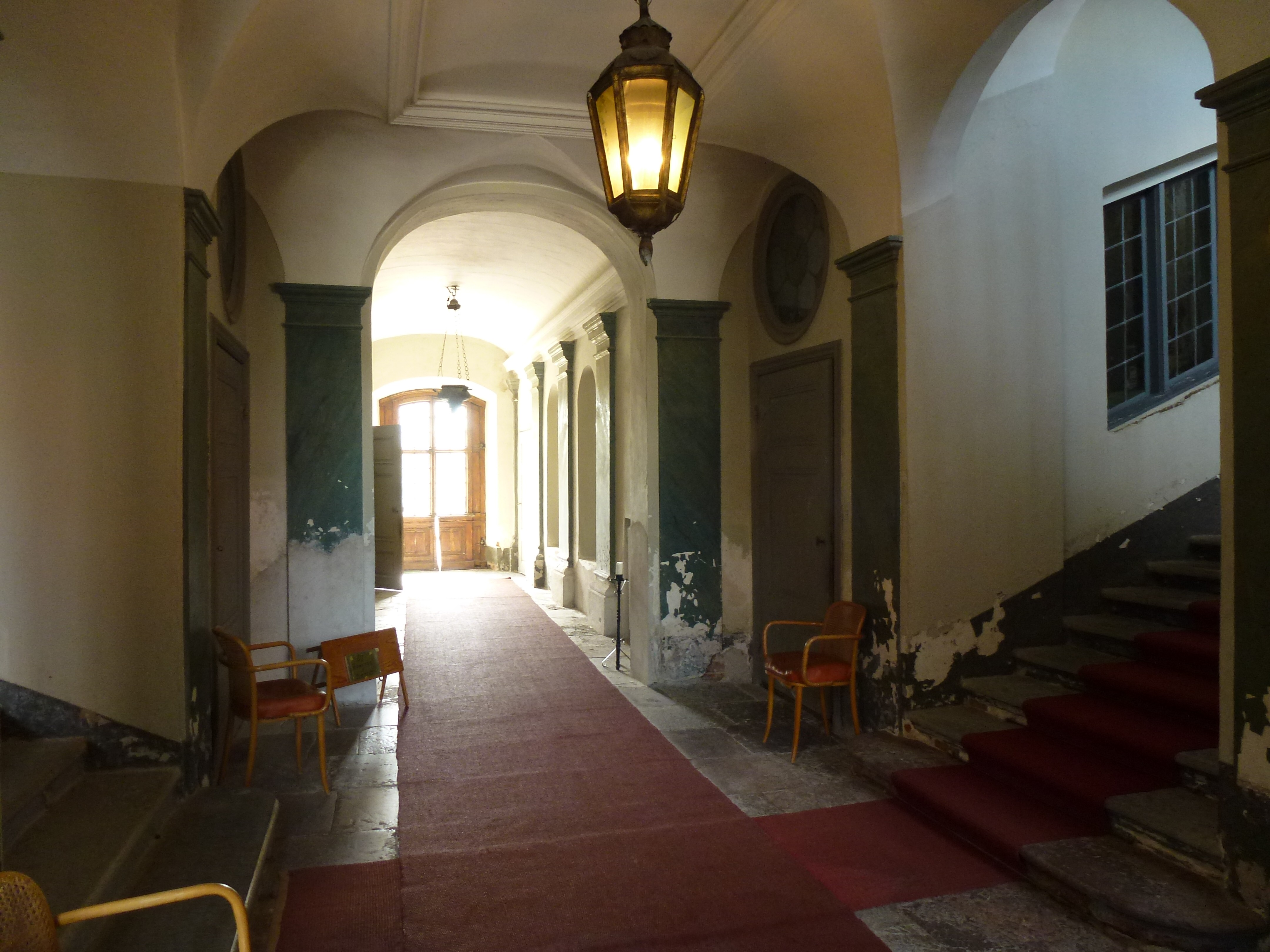
Hall de entrada
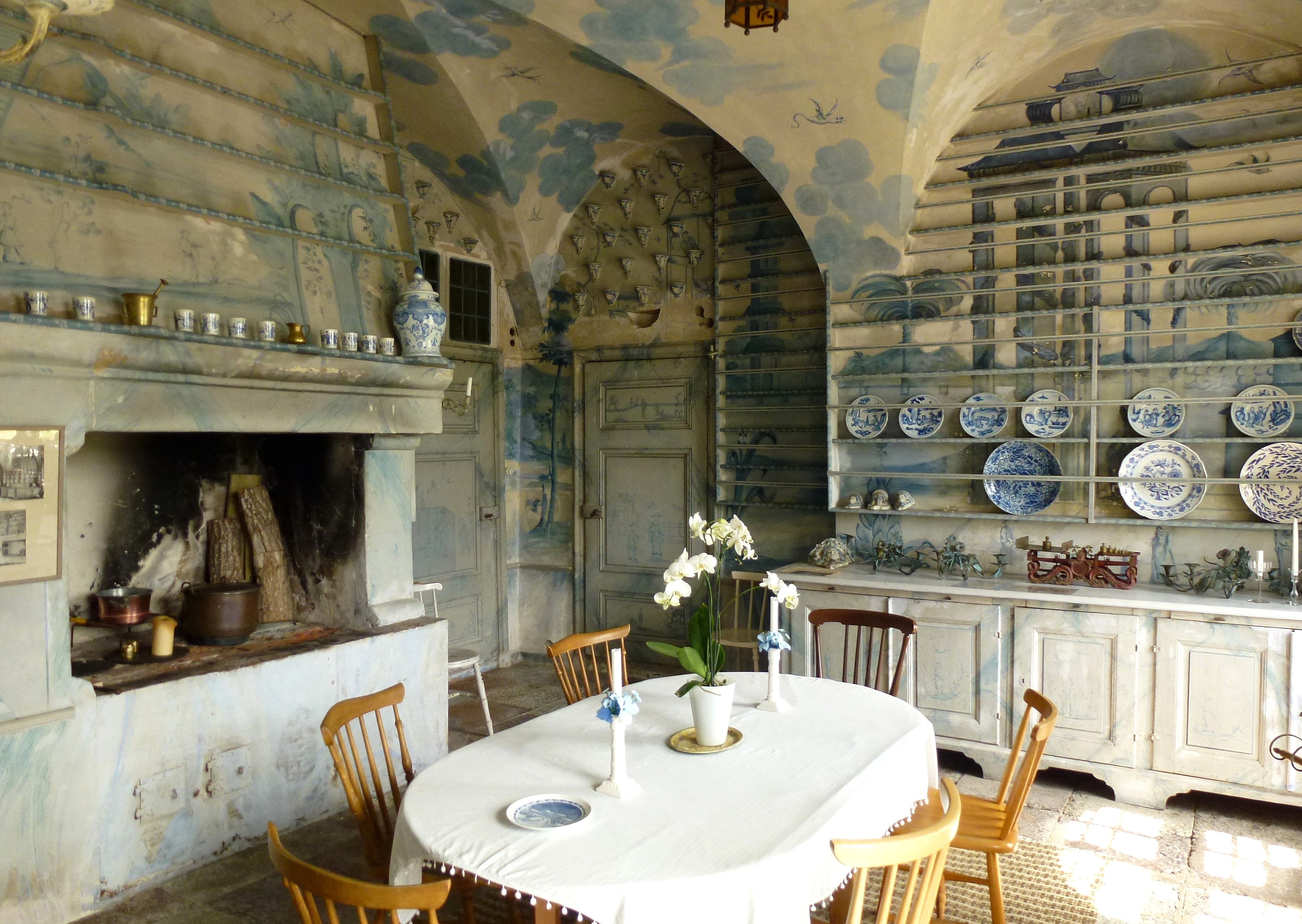
Cozinha
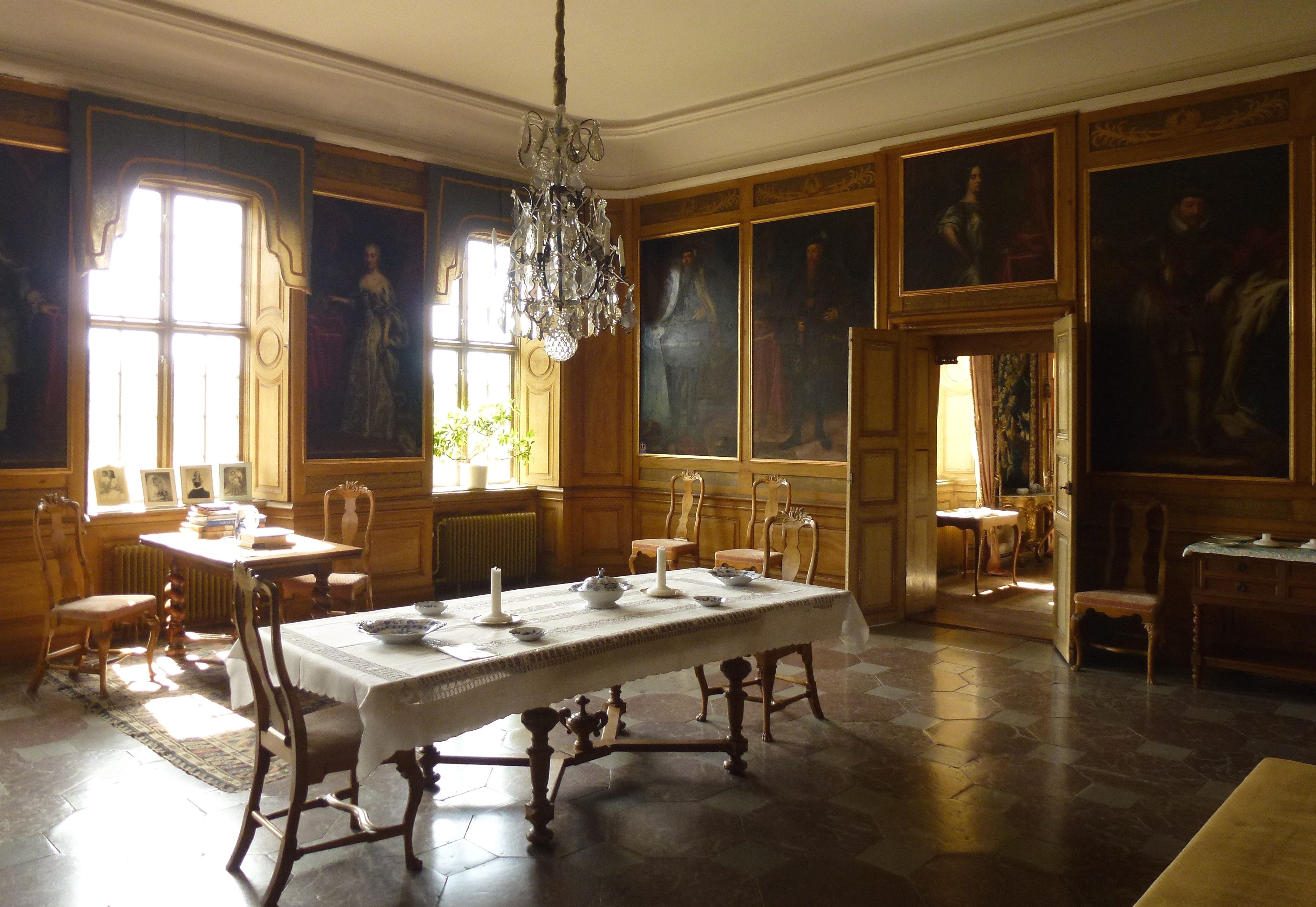
Salão Real
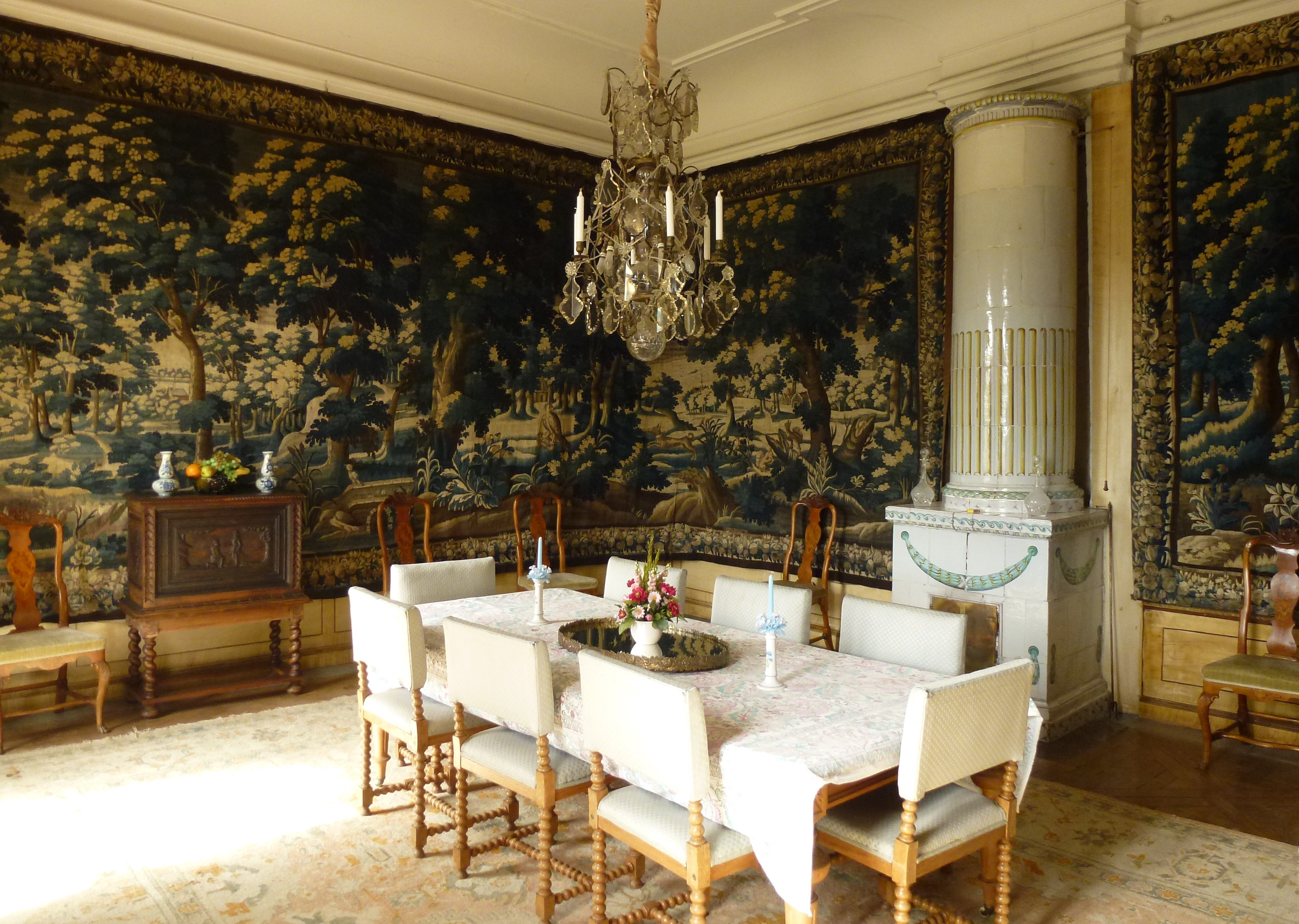
Sala de jantar

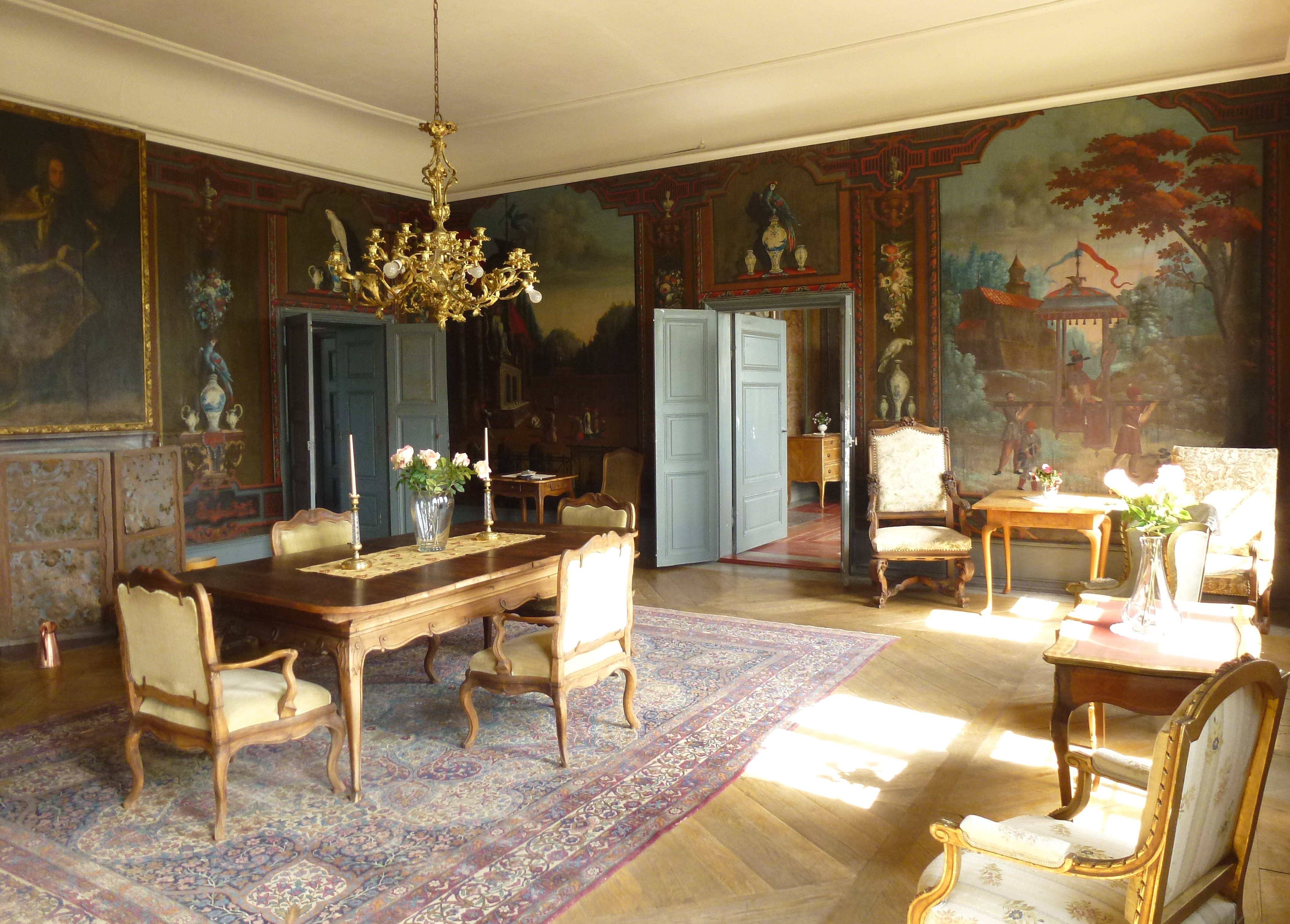
Sala do Papagaio
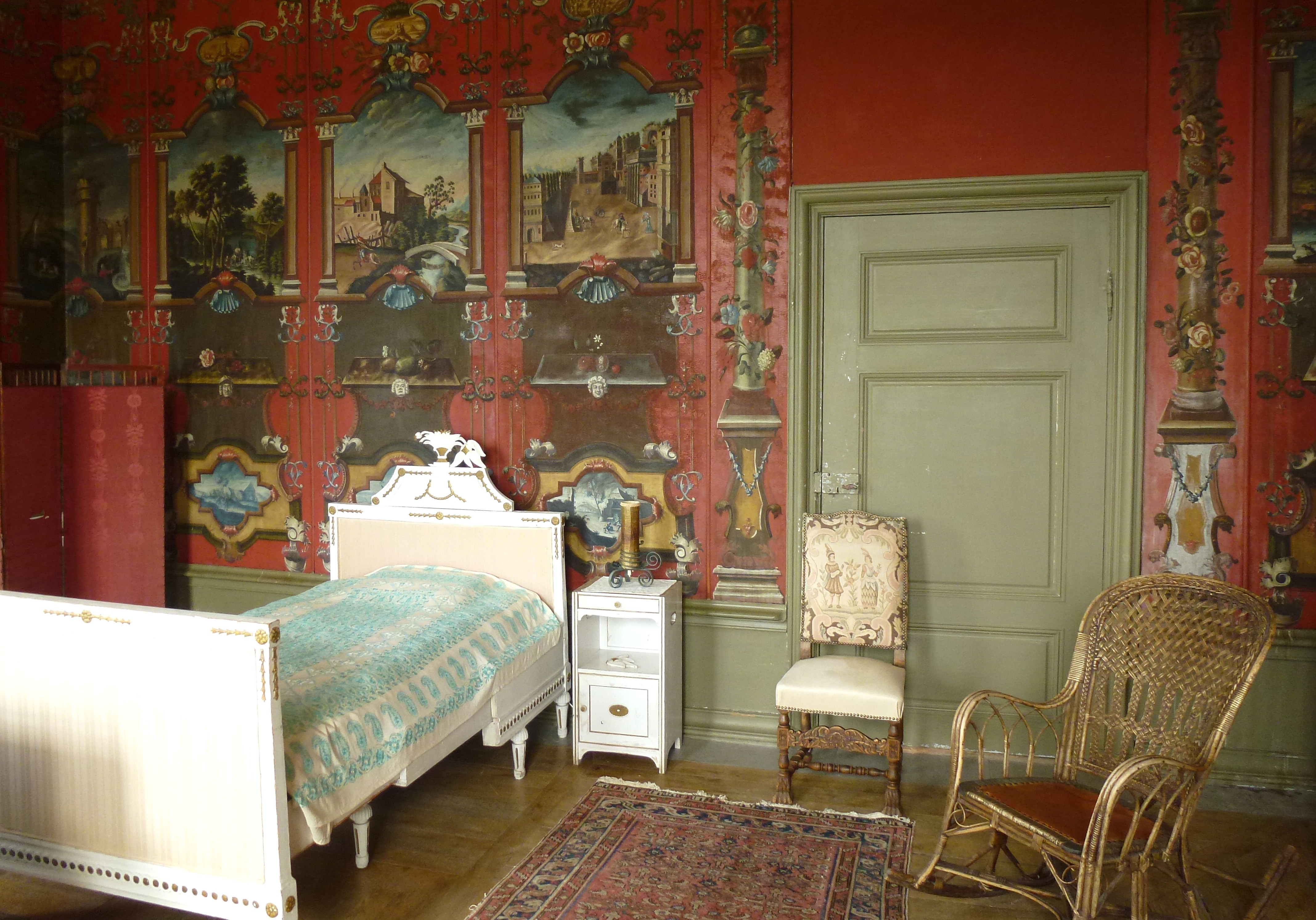
Quarto Vermelho
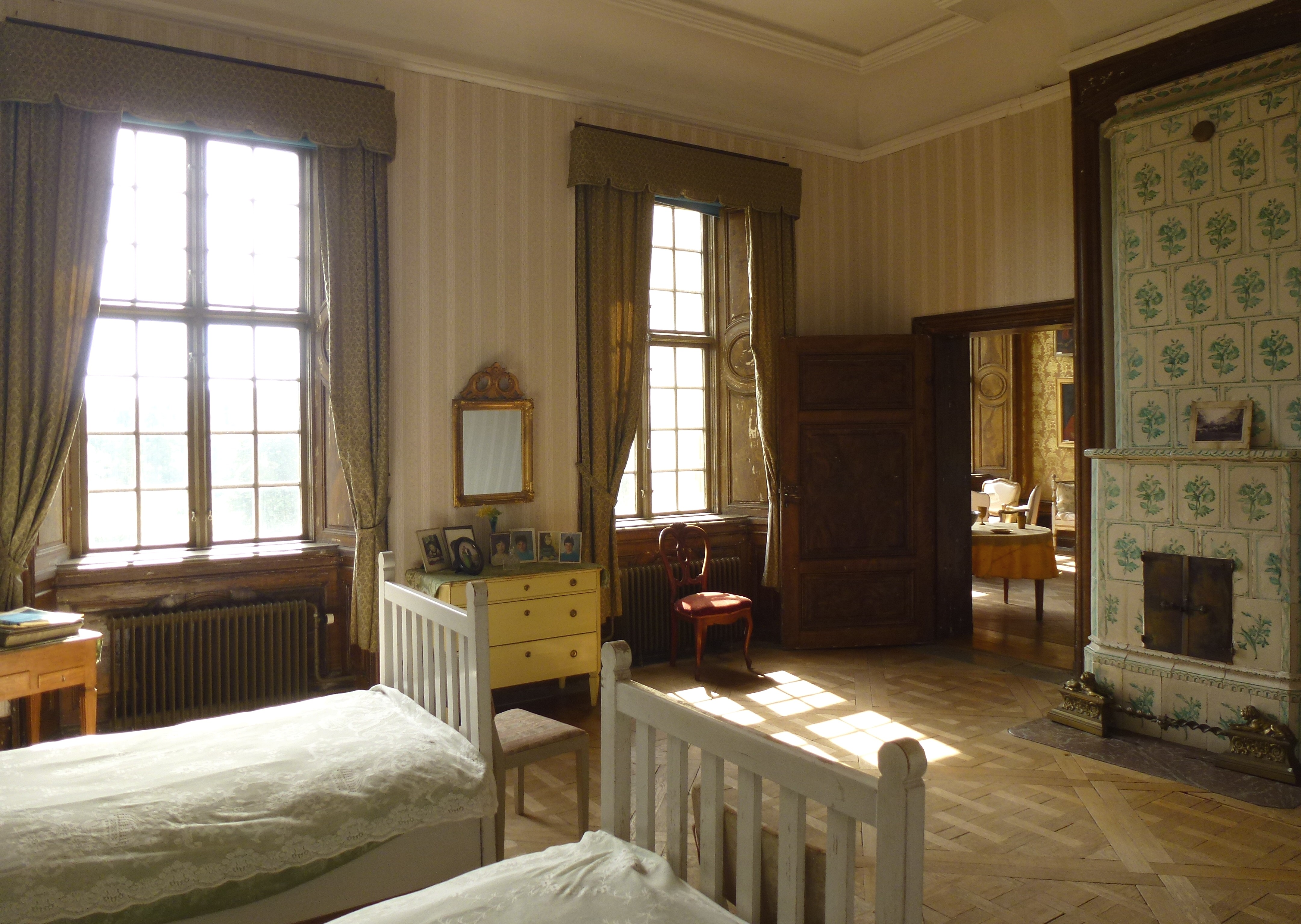
Sala da Tapeçaria
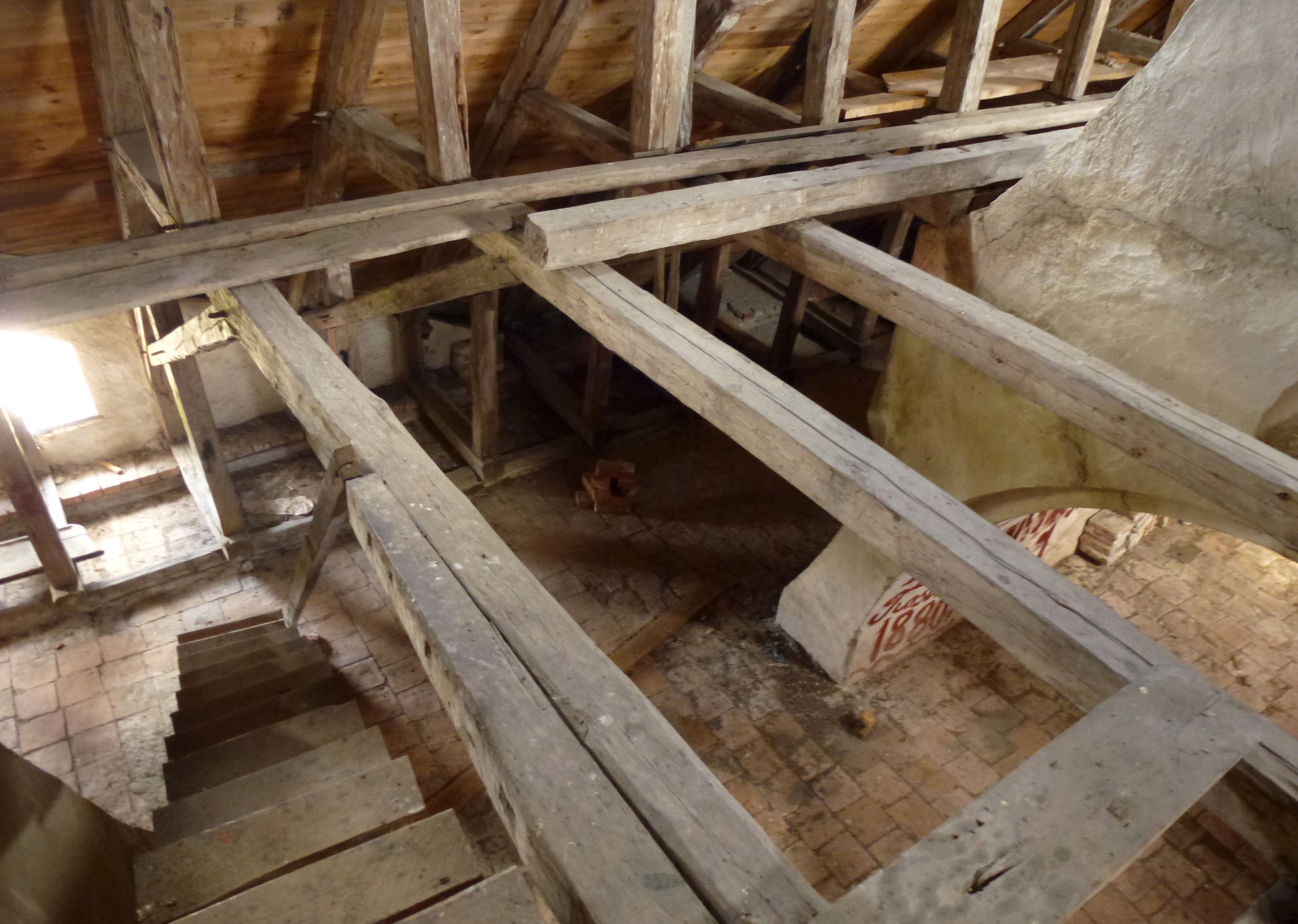
Sótão, treliça do telhado

Exterior
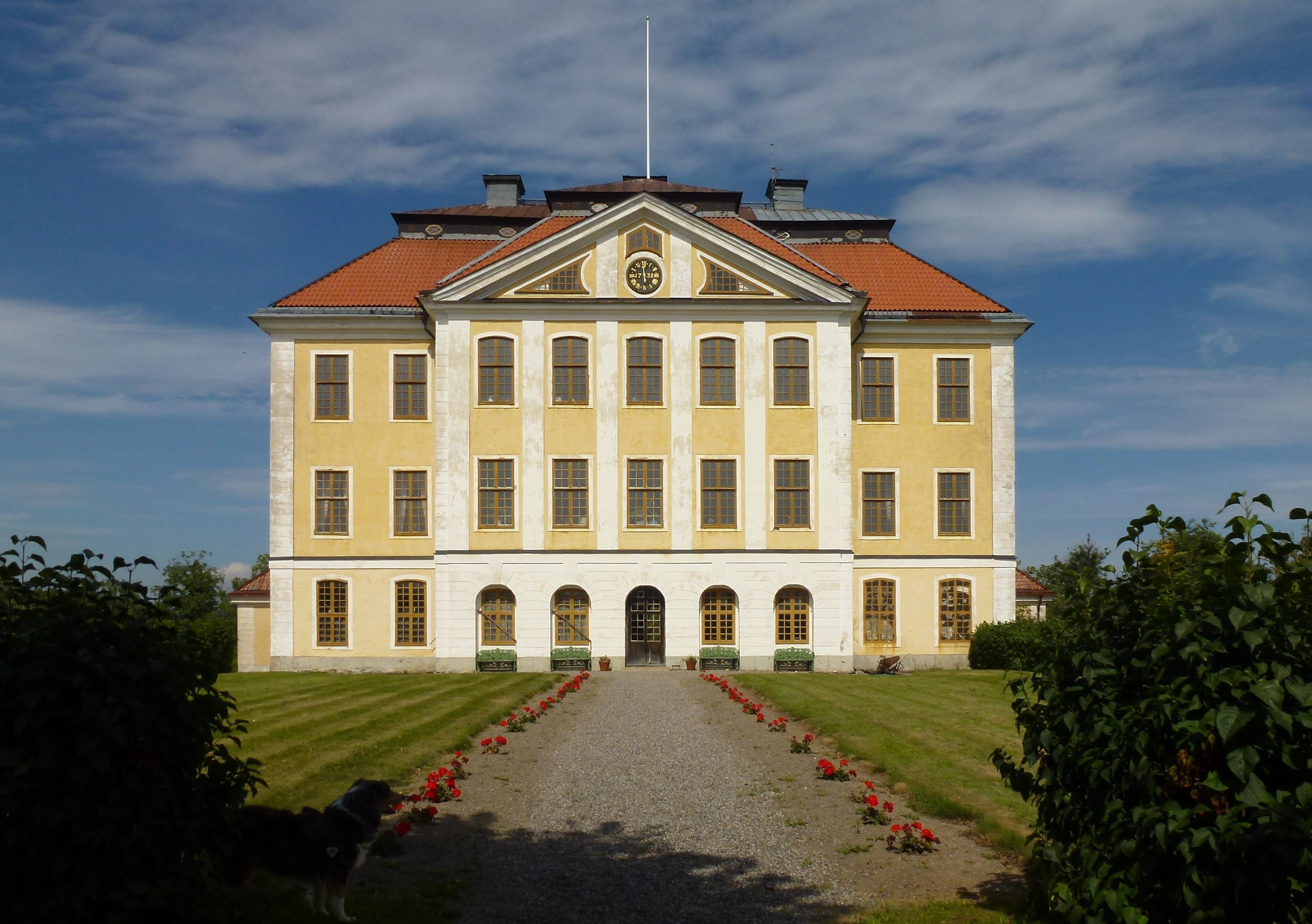
Fachada sul
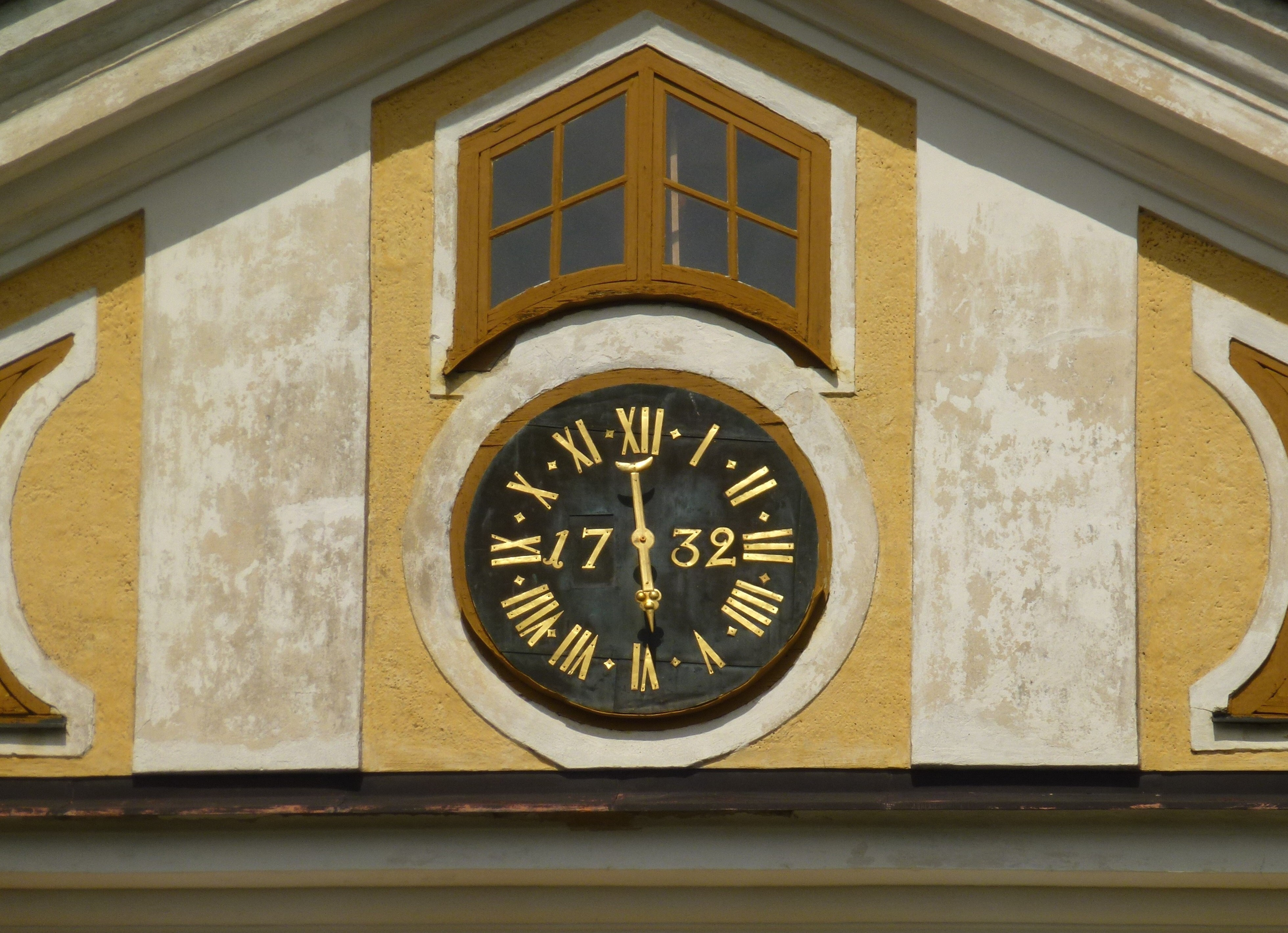
Relógio no frontão
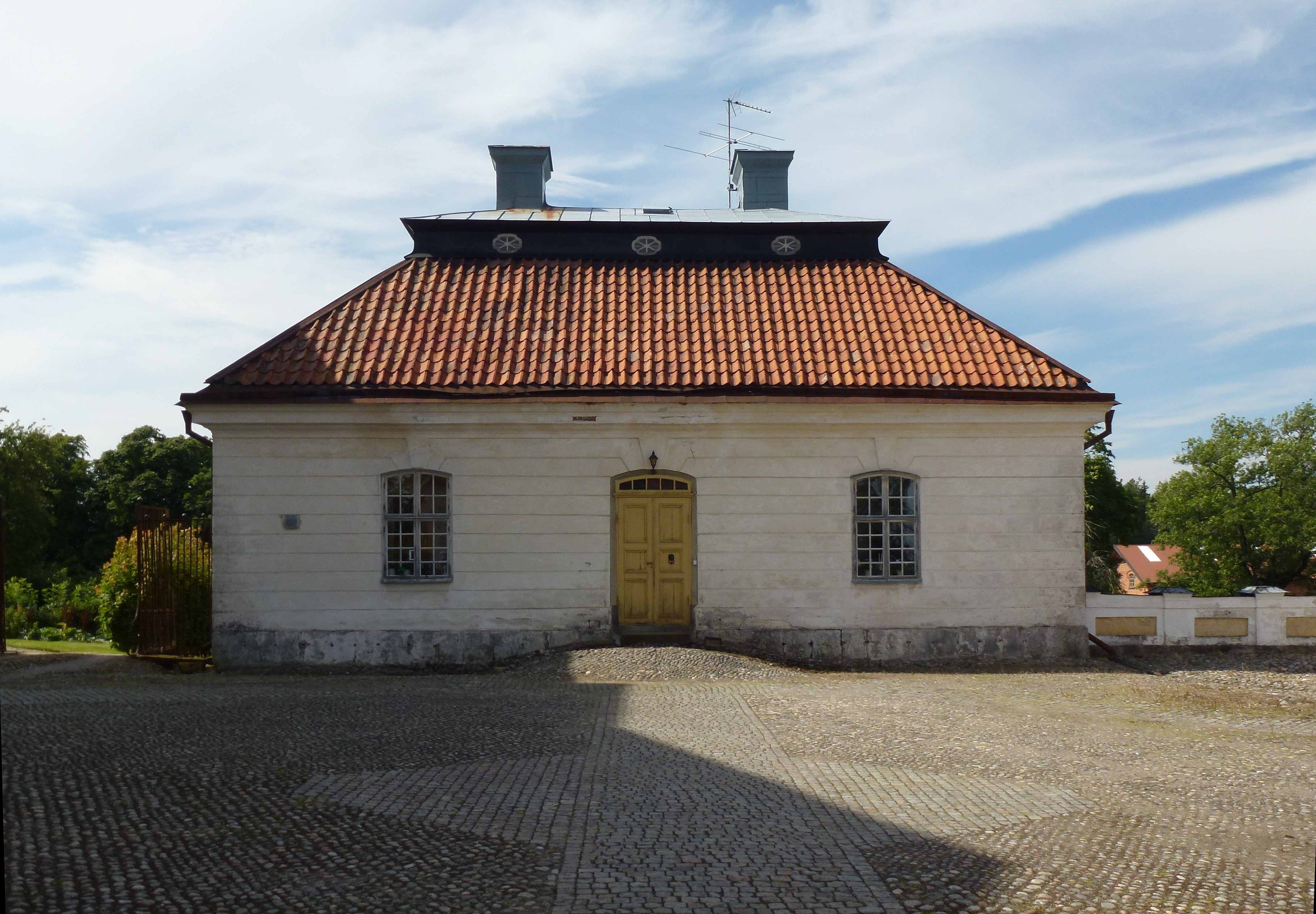
Ala oeste
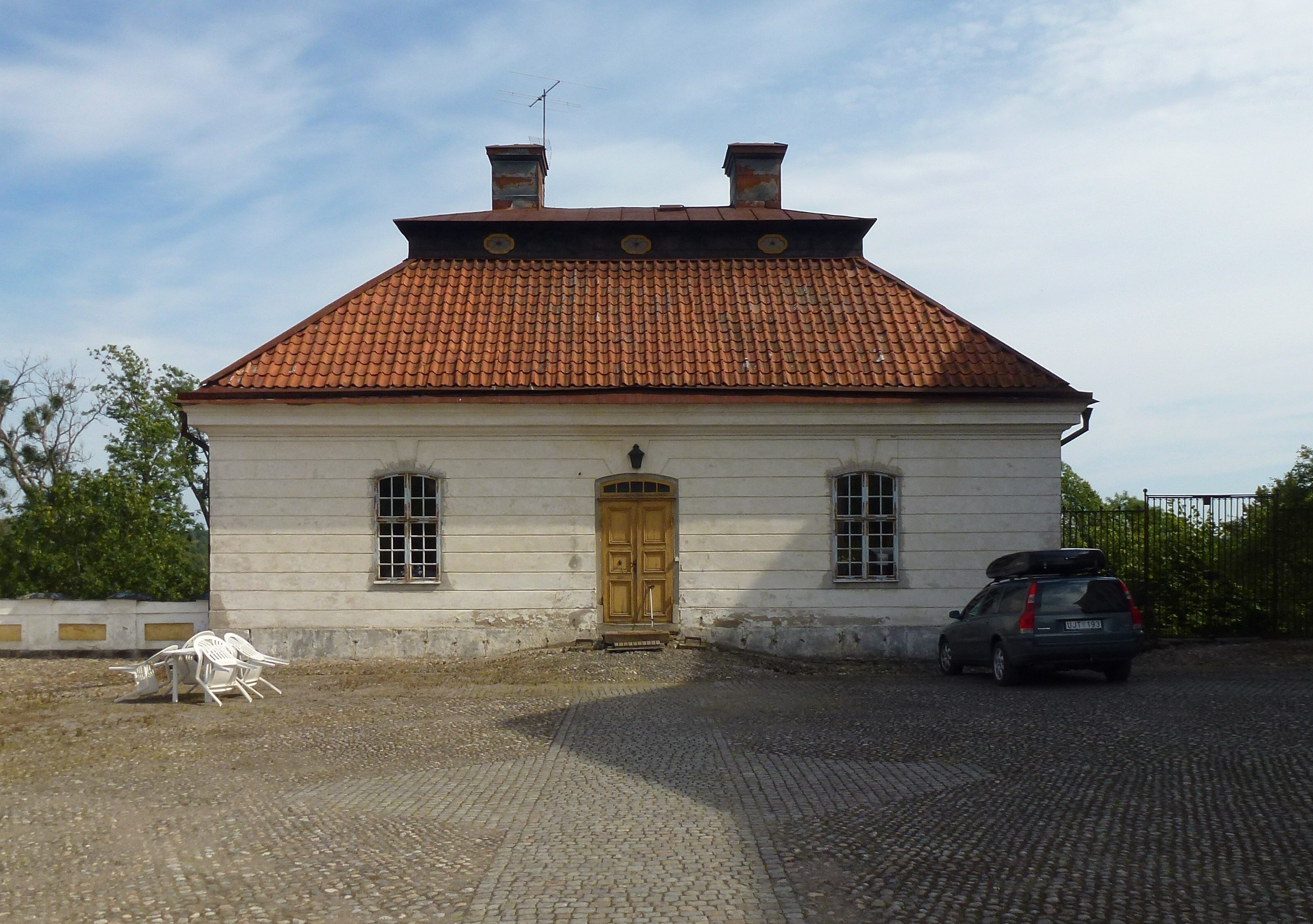
Ala leste